# Blumer Beck
Der Blumer Beck ist ein Wasserlauf im Lake District, Cumbria, England.
Der Blumer Beck entsteht östlich des Weilers Sunderland aus dem Zusammenfluss von Black Beck, Scalegill Beck und Bewaldeth Beck. Er fließt in westlicher Richtung, bis er westlich des Herrenhauses Isel Hall in den River Derwent mündet.

## Quelle
- West Cumbria, Cockermouth & Wast Water (= Landranger Map. Band 89). Ordnance Survey, Southampton 2011, ISBN 978-0-319-23205-7.